# Bătălia de la Kassa
Bătălia de la Kassa a fost o luptă din Campania de Iarnă a Războiului de Independență al Ungariei din 1848-1849, în care unitățile militare maghiare conduse de generalul locotenent Lázár Mészáros (ministrul de război al Ungariei și comandantul suprem al Armatei de Nord) au fost învinse pe 4 ianuarie 1849 la Kassa (azi orașul Košice din Slovacia) de trupele imperiale austriece conduse de generalul locotenent Franz von Schlik.

## Istoric
Împăratul Ferdinand I al Austriei l-a numit în 16 octombrie 1848 pe generalul prinț Windisch-Grätz în funcția de comandant suprem al forțelor militare imperiale din afara Italiei și i-a acordat puteri depline pentru înăbușirea Revoluției Maghiare. Noul împărat Franz Joseph I, care urcase pe tron în 2 decembrie 1848 după abdicarea unchiul său, Ferdinand, a respins legile din aprilie și constituția maghiară, declanșând un atac militar împotriva Ungariei.
Planul militar al lui Windisch-Grätz a fost construit pe baza ideii din septembrie 1848 a lui Jelačić de a ataca Ungaria în același timp și din mai multe părți, urmând ca trupele sale dispuse în semicerc să împingă trupele maghiare către capitală și să le încercuiască acolo. Prințul credea că trebuie să dea bătălia decisivă în apropierea capitalei, pentru că după capturarea Budei și Pestei armata maghiară se va destrăma fără luptă.
Trupele imperiale cu un efectiv de 8.000 de militari și cu 27 de tunuri au invadat Galiția, trecând prin pasul Dukla în 6 decembrie 1848. Unitatea condusă de generalul-locotenent Franz von Schlik avea misiunea să captureze orașul Kassa și apoi să se deplaseze prin Miskolc sau Rožňava către Pesta.

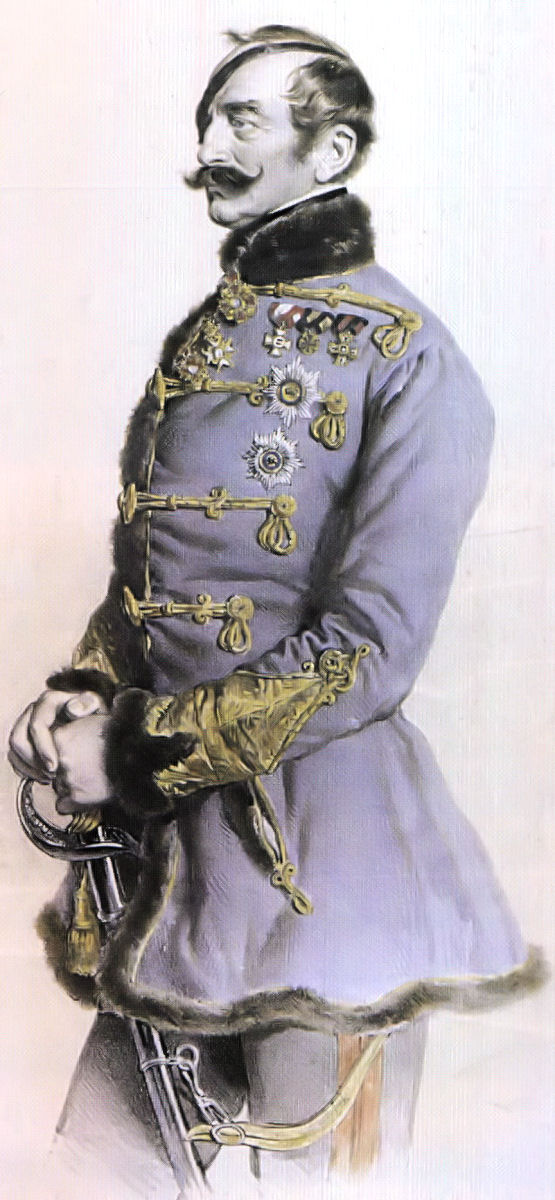
Franz von Schlik a fost unul dintre cei mai de succes generali ai armatei imperială. Potrivit oponenților maghiari era „cel mai galant” general imperial. A pierdut un ochi în timpul războaielor napoleoniene, dar după cum au spus contemporanii săi „vedea cu un ochi mai mult decât o mulțime de general cu doi ochi”.

Forțele maghiare recent organizate nu aveau niciun plan de evitare a atacului iminent al lui Windisch-Grätz. În decembrie 1848 conducerea armatei maghiare s-a confruntat cu dificultăți pe mai multe câmpuri de luptă. Unitățile conduse de Mór Perczel se aflau în comitatul  Muraköz, unde așteptau atacul principalelor forțe militare imperiale, în regiunea de sud aveau loc lupte cu rebelii sârbi, alte trupe maghiare se aflau în pasul Ciucea , astfel încât la începutul lunii decembrie exista doar un număr mic de trupe maghiare care să facă față atacului unităților imperiale conduse de Schlik. Trupele imperiale au ocupat orașul Eperjes (Prešov) pe 9 decembrie și două zile mai târziu, pe 11 decembrie, au avut loc ciocniri cu o unitate militară maghiară între Budamér și Kassa pentru ocuparea orașului Kassa. Colonelul Sándor Pulszky, care însărcinat cu apărarea orașului, avea la dispoziție doar trei batalioane de honvezi, câteva mii de voluntari din garda națională și cincisprezece tunuri cu care trebuia să oprească înaintarea armatei de veterani a lui Schlik. Lupta de Budamér a început odată cu focul artileriei maghiare, dar atunci când artileria imperială a ripostat membrii gărzii naționale maghiare au intrat în panică. Încă o dată s-a dovedit că garda națională nu era pregătită să facă față luptei cu unitățile militare imperiale. Trupele maghiare s-au retras fără mari pierderi, protejate de câțiva legionari polonezi și de militarii Batalionului 20 Honvezi, în direcția Miskolc, în timp ce trupele lui Schlik au ocupat orașul Kassa.
Ocuparea orașului Kassa a provocat o mare îngrijorare Comitetului Apărării Naționale a Ungariei și toate întăririle disponibile au fost direcționate către Miskolc cu intenția de a lansa un contraatac. Bertalan Szemere a fost numit comisar guvernamental cu puteri depline, iar la sfârșitul lunii decembrie comanda armatei de nord formate din 10.000-25.000 de militari a fost preluată de ministrul apărării, generalul Lázár Mészáros.
Planul de luptă al lui Mészáros prevedea atacarea orașului Kassa în același timp, din mai multe direcții, pentru a diviza forțele militare ale lui Schlik. Ministrul de război al Ungariei a ordonat gărzii naționale din comitatele Ung și Bereg să atace orașul Eperjes pe 1 ianuarie 1849 și apoi să atace orașul Kassa de la nord. Majoritatea Armatei Maghiare urma în același timp să atace orașul Kassa dinspre sud și să-l captureze. Între timp, prințul Windisch-Grätz i-a ordonat lui Schlick să se îndrepte către Pesta, dar generalul a decis să cerceteze împrejurimile orașului Miskolc înainte de a executa comanda pentru a evita ciocnirile cu armata maghiară.
Cele două armate s-au întâlnit la Szikszó. A avut loc o luptă scurtă: trupele lui Schlik au atacat, iar unitățile maghiare s-au retras. Schlik nu a urmărit trupele maghiare, pentru că a fost informat atunci de atacul iminent asupra orașului Eperjes și s-a întors cu armata lui la Kassa. Mészáros a ordonat deplasarea către Kassa pe 30 decembrie, dar și-a dat seama pe 3 ianuarie 1849 că planul său de atac bidirecțional a eșuat deoarece gărzile naționale maghiare au fost respinse la Eperjes. Astfel, atunci când trupele maghiare s-au îndreptat pe 4 ianuarie către sud s-au confruntat cu aproape toate unitățile lui Schlik.

## Desfășurarea luptei

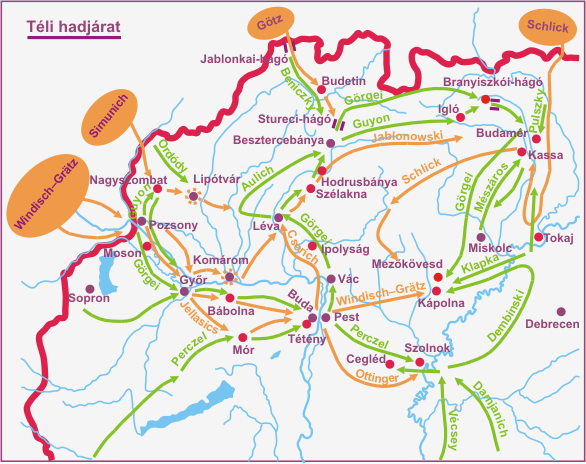
Principale operațiuni militare din Campania de iarnă

Trupele maghiare erau alcătuite astfel: pe flancul stâng erau unitățile conduse de maiorul Sándor Perczel, în centru trupele colonelului Sándor Pulszky și pe flancul drept unitățile conduse de locotenent-colonelul Arisztid Dessewffy, susținute de legiunea poloneză a maiorului Henrik Rembowski, formată din 700 de voluntari. Trupele imperiale erau dispuse după cum urmează: pe flancul drept trupele conduse de generalul maior Anton Pergen, în mijlocul cele conduse de generalul maior Franz Deym și pe flancul stâng unitățile conduse de generalul maior Josef Fiedler. Balanța de forțe era aproximativ egală, ceea ce avantajează de obicei forțele defensive.
Șansele lui Schlik au fost sporite de decalajul existent între trupele imperiale și unitățile maghiare. Poziția cheie a trupelor imperiale era pe dealul abrupt Miszlóka, aflat la sud de Kassa.
Atacul a fost declanșat de Sándor Perczel care a luat cu asalt colțul de sud-vest al orașului. În timp ce trupele lui Sándor Pulszky au început să urce dealul Miszlóká, a izbucnit un contraatac puternic al unui detașament imperial pe flancul stâng al armatei maghiare. 

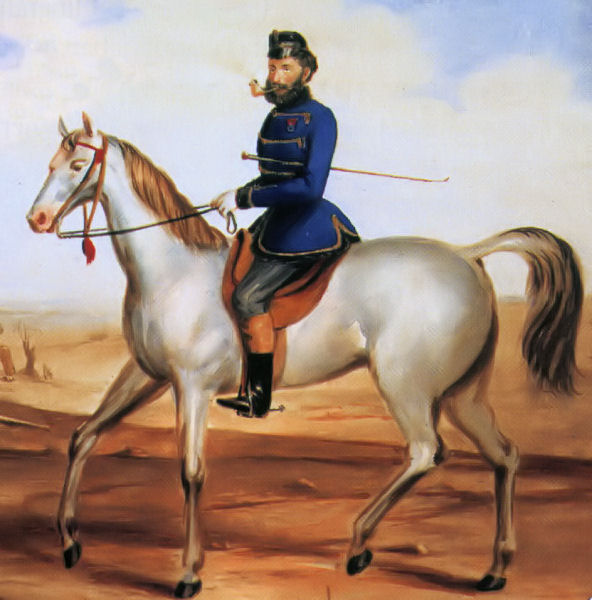
Lázár Mészáros nu a câștigat nicio luptă ca general comandant în timpul Războiului de Independență al Ungariei. Potrivit propriilor afirmații nu era capabil să conducă pe câmpul de luptă o unitate militară mai numeroasă ca un regiment. Cu toate acestea, a avut merite incontestabile în organizarea armatei maghiare (acuarelă contemporană).

Gărzile naționale de pe flancul stâng au început să se retragă și apoi s-a declanșat panica, care a cuprins apoi restul trupelor maghiare. Numai rezistența trupelor maghiare de pe flancul drept a făcut ca înfrângerea să nu se transforme într-un dezastru. Trupele maghiare au suferit pierderi reduse: 200 de morți, 500 de prizonieri și 10 tunuri.

## Urmări
Înfrângerile suferite în prima fază a Campaniei de iarnă au produs guvernului maghiar o criză militară. Ca urmare a abandonării capitalei, apărarea liniei Tisei a dobândit un rol crucial, deoarece guvernul și armata de rezervă au trebuit să se mute peste Tisa.
Dacă, după victoria sa, generalul Schlik ar fi continuat imediat deplasarea și ar fi ocupat o poziție cheie pe malul stâng al râului Tisa ar foi devenit aproape imposibilă o rezistență suplimentară a armatei maghiare. Schlik, cu toate acestea, a așteptat două săptămâni după victorie, pe de o parte, pentru că a aflat de ocuparea capitalei Ungariei abia pe 8 ianuarie, și pe de altă parte pentru că a crezut, la fel ca prințul Windisch-Grätz, că înfrângerea suferită va duce la dezorganizarea armatei maghiare. Ca urmare a lipsei de acțiune a lui Schlik unitățile militare maghiare de pe cursul superior al Tisei au fost reorganizate sub comanda generalului György Klapka, astfel încât atunci când generalul imperial a lansat în cele din urmă un atac s-a confruntat cu o rezistență puternică și nu a reușit să traverseze râul Tisa.
După victoria maghiară din pasul Branyiszkó din 4 februarie armata lui Schlik s-a aflat într-o situație dificilă, fiind izolată, și a scăpat din încercuire doar ca urmare a ezitării generalului Henryk Dembiński și astfel a putut să alăture armatelor imperiale în Bătălia de la Kápolna. Înfrângerea honvezilor la Kassa nu a avut consecințe pe termen lung. După luptă Lázár Mészáros a demisionat din poziția de comandă executivă și s-a întors la ministerul de război.